# Pandanus dolichopodus
Pandanus dolichopodus är en enhjärtbladig växtart som beskrevs av Elmer Drew Merrill och Lily May Perry. Pandanus dolichopodus ingår i släktet Pandanus och familjen Pandanaceae. Inga underarter finns listade.